# Louis Bernier
Pour les articles homonymes, voir Bernier.
Louis-Stanislas Bernier est un architecte français né à Paris le 21 février 1845 de Stanislas Isidore Bernier (1816-1876), architecte, et de Louis Victorine Sapin, et décédé le 3 février 1919 à son domicile du 152 boulevard Haussmann à Paris 8e.

## Biographie
Entré à l'École des beaux-arts en 1864, il fréquente l'atelier d'Honoré Daumet. Deux fois logistes, il remporte le premier grand prix de Rome en 1872 pour un projet de museum d'histoire naturelle. Il séjourne à l'Académie de France à Rome de 1873 à 1877, ses envois de Rome étant constitués d'un projet de restauration du Mausolée d'Halicarnasse.
De retour à Paris, il est architecte pour le conseil général des Bâtiments civils. Il succède à Georges-Ernest Coquart comme architecte de l'École des beaux-arts où il construit un monument à Félix Duban. Son œuvre majeure est le théâtre national de l'Opéra-Comique, reconstruit à la suite de son incendie en 1887.
Il dirige un atelier officiel de l'École des beaux-arts à partir de 1905. Il est élu en 1898 à l'Académie des beaux-arts au fauteuil no 3 de la section architecture. Il est président de la Société centrale des architectes, actuelle Académie d'architecture entre 1911 et 1914. Son nom a été donné à une place de Paris dans le quartier des Batignolles. Bibliophile, il lègue sa collection d'ouvrages anciens au Musée Condé à Chantilly.
Promu au grade d'officier de la Légion d'Honneur par décret du 7 décembre 1898.
Il est inhumé au cimetière du Père-Lachaise (68e division).

## Principales constructions
- hôtel particulier du peintre Léon Bonnat (1833-1922), rue Bassano à Paris, 1882 (démoli et remplacé par un immeuble d'habitation en 1954)
- Théâtre national de l'Opéra-Comique, 1893-1898, classé monument historique en 1977[2]
- monument à Antoine-Louis Barye sur le terre-plein du pont de Sully en 1894 avec le statuaire Laurent Marqueste (1848-1920), actuellement Square Barye.
- monument à Guy de Maupassant à Rouen, Seine-Maritime, en 1900, avec le sculpteur Raoul Verlet (1857-1923)

## Hommage
Depuis 2003, la place Louis Bernier lui rend hommage à Paris 17e.